# Dusona carpathica
Dusona carpathica là một loài tò vò trong họ Ichneumonidae.